# Gerhard Hradetzky
Gerhard Hradetzky (né le 8 février 1944 à Weilheim in Oberbayern) est un facteur d'orgue autrichien.

## Biographie
Fils du facteur Gregor Hradetzky, son père le forme jusqu'en 1962. Jusqu'en 1965, il continue sa formation dans la facture Rudolf von Beckerath Orgelbau à Hambourg. En 1972, il reçoit son diplôme de facteur de l'école de Ludwigsbourg puis l'année suivante, le titre de maître en Autriche. En 1974, il quitte la facture de son père pour créer la sienne à Bergern im Dunkelsteinerwald.

## Orgues (sélection)
| Année | Ville               | Église                                                                    | Image | Clavier | Registre | Commentaire                         |
| ----- | ------------------- | ------------------------------------------------------------------------- | ----- | ------- | -------- | ----------------------------------- |
| 1976  | Amstetten           | Église St. Marien                                                         |       | II/P    | 13       |                                     |
| 1978  | Vienne              | Église paroissiale de Döbling                                             |       | II/P    | 21       |                                     |
| 1979  | Rossatz             | Église                                                                    |       | II/P    | 11       |                                     |
| 1981  | Vienne              | Église des Servites                                                       |       | II/P    | 23       |                                     |
| 1984  | Vienne              | Conservatoire de musique de l'archidiocèse de Vienne Orgue d'enseignement |       | II/P    | 5        |                                     |
| 1985  | Vienne              | Église Sainte-Élisabeth (Vienne-Wieden)                                   |       | III/P   | 38       |                                     |
| 1987  | Vienne              | Église Saint-Joseph de Margareten                                         |       | II/P    | 20       | Orgue en souvenir de Franz Schubert |
| 1988  | Vienne              | Église d'Atzgersdorf (de) à Atzgersdorf                                   |       | II/P    | 18       |                                     |
| 1989  | Wiener Neustadt     | Cathédrale                                                                |       | III/P   | 41       |                                     |
| 1993  | Vienne              | Académie de musique et des arts du spectacle Orgue d'enseignement         |       | II/P    | 12       |                                     |
| 1995  | Vienne (Grinzing)   | Kaasgrabenkirche                                                          |       | II/P    | 28       |                                     |
| 2002  | Hellerhof (Paudorf) | Église St. Altmann                                                        |       | II/P    | 21       |                                     |

## Source, notes et références
- (de) Cet article est partiellement ou en totalité issu de l’article de Wikipédia en allemand intitulé « Gerhard Hradetzky » (voir la liste des auteurs).

1. ↑  Günter Lade: Orgeln in Wien. Wien 1990,  (ISBN 3-9500017-0-0), S. 238.
2. ↑  Günter Lade: Orgeln in Wien. Wien 1990,  (ISBN 3-9500017-0-0), S. 248.
3. ↑  Günter Lade: Orgeln in Wien. Wien 1990,  (ISBN 3-9500017-0-0), S. 268.
4. ↑  Günter Lade: Orgeln in Wien. Wien 1990,  (ISBN 3-9500017-0-0), S. 120.